# 安德拉迪納

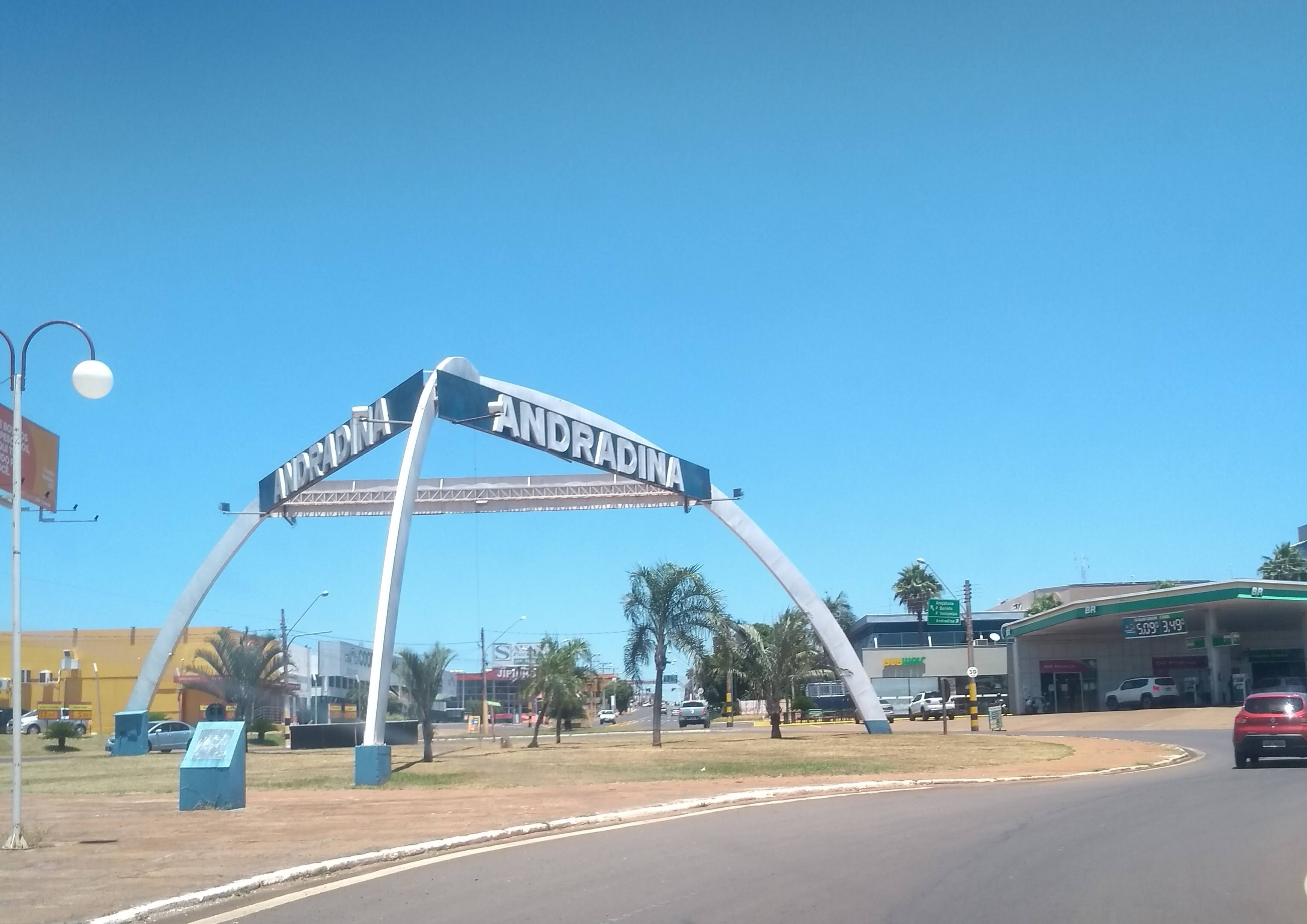
安德拉迪納

安德拉迪納（葡萄牙語：Andradina），是巴西的城鎮，位於該國南部，由聖保羅州負責管轄，始建於1937年7月11日，面積960平方公里，海拔高度405米，2010年人口55,334，人口密度每平方公里57.63人。
20°53′45″S 51°22′44″W / 20.89583°S 51.37889°W